# Waldhouse
Waldhouse település Franciaországban, Moselle megyében. Lakosainak száma 350 fő (2022. január 1.). Waldhouse Bousseviller, Breidenbach, Liederschiedt és Walschbronn községekkel határos.

## Népesség
A település népessége az elmúlt években az alábbi módon változott:
| Lakosok száma | 392  | 397  | 407  | 401  | 402  | 405  | 387  | 368  | 350  |
|               | 2013 | 2015 | 2016 | 2017 | 2018 | 2019 | 2020 | 2021 | 2022 |